# شيجوناواتي (أوساكا)
مدينة شيجوناواتي (بالإنجليزية: Shijōnawate)‏ هي أحد المدن التابعة لمحافظة أوساكا. تأسست رسميًا في 01/07/1970. ويقدر عدد سكانها بـ 57239 نسمة حسب تقدير مكتب الإحصاء الياباني لعام 2012. تبلغ مساحة شيجوناواتي 18.74 كم2. بكثافة سكانية تبلغ 3054 نسمة/كم2.

## توأمة
لشيجوناواتي (أوساكا) اتفاقيات توأمة مع:
- ميربوش [3]

## أعلام
- نوبوتاكا إيمامورا